# Иван Терзиев (зограф)
Иван Костов Терзиев е български зограф от Българското възраждане, представител на Банската художествена школа.

## Биография
Иван Терзиев е роден в 1832 година в разложкото село Баня. Учи при Димитър Молеров и Стефан Попстаматов, след това една зима заминава за Света гора, но измръзва и краката му остават неподвижни и не напуска Банско. Твобри на Терзиев се намират в Дупнишко и Радомирско, в Рилския манастир и селата Рила, Бадино, Смочево, Стоб, Пороминово, Кочериново, Бобошево и в трите църкви в Дупница. В 1866 година рисува заедно със Серги Георгиев в „Свети Георги“ в Хисарлъка.